# Mistrovství Evropy v zápasu ve volném stylu 1974
Mistrovství Evropy v zápasu ve volném stylu mužů proběhl v Madridu (Španělsko).  

## Muži
| Kategorie | Zlato             | Stříbro              | Bronz                |
| --------- | ----------------- | -------------------- | -------------------- |
| 48 kg     | Vitali Tokčinakov | Mehmet Canbaz        | Tadeusz Kudelski     |
| 52 kg     | Ognian Nikolov    | Telman Pašajev       | Władysław Stecyk     |
| 57 kg     | Pano Šelev        | Hans-Dieter Brüchert | Emil Müller          |
| 62 kg     | Dončo Žekov       | Petre Coman          | Théodule Toulotte    |
| 68 kg     | Ivan Vasilev      | Majmet Ibraguimov    | Gerald Brauer        |
| 74 kg     | Ruslan Ašuralijev | Adolf Seger          | Jančo Pavlov         |
| 82 kg     | Viktor Novožilov  | Benno Paulitz        | Vasile Iorga         |
| 90 kg     | Levan Tedyjašvili | Paweł Kurczewski     | Horst Stottmeister   |
| 100 kg    | Harald Büttner    | Ivan Jarygin         | Edward Żmudziejewski |
| +100 kg   | Soslan Andijev    | Ladislau Şimon       | Heinz Eichelbaum     |